# امیرسعید ایروانی
امیرسعید ایروانی (زاده ۲۶ شهریور ۱۳۴۰ کرمانشاه) دیپلمات ایرانی است که به‌عنوان‌ سفیر و نماینده دائم ایران در سازمان ملل متحد فعالیت می‌کند. او یک‌سال پس از شروع کار دولت سیزدهم به این سمت منصوب شد.
وی پیشتر کاردار سفارت جمهوری اسلامی ایران در عراق بود و در فاصله سال‌های ۱۳۹۲ تا ۱۴۰۱ به عنوان معاون علی شمخانی در دبیرخانه شورای عالی امنیت ملی فعالیت می‌کرد.